# Xanthoperla
Xanthoperla is een geslacht van steenvliegen uit de familie groene steenvliegen (Chloroperlidae). De wetenschappelijke naam van het geslacht is voor het eerst geldig gepubliceerd in 1967 door Peter Zwick.

## Soorten
Xanthoperla omvat de volgende soorten:
- Xanthoperla acuta Zwick, 1980
- Xanthoperla apicalis (Newman, 1836)
- Xanthoperla curta (McLachlan, 1875)
- Xanthoperla gissarica Zhiltzova & Zwick, 1971
- Xanthoperla kishanganga (Aubert, 1959)
- Xanthoperla yerkoyi Kazanci, 1983